# Рах'я
Рах'я (рос. Рахья) — міське селище у Всеволожському районі Ленінградської області Російської Федерації.
Населення становить 3511 осіб. Належить до муніципального утворення Рах'їнське міське поселення.

## Історія
Від 1 серпня 1927 року належить до Ленінградської області.

## Населення
| 1939  | 1949  | 1959  | 1970  | 1979  | 1989  | 1990  |
| ----- | ----- | ----- | ----- | ----- | ----- | ----- |
| 240   | ↗1894 | ↗2827 | ↗3086 | ↗3344 | ↘3316 | ↘3300 |
| 1997  | 2002  | 2006  | 2009  | 2010  | 2012  | 2013  |
| ↘3100 | ↗3156 | ↘3000 | ↘2998 | ↗3188 | ↗3270 | ↗3327 |
| 2014  | 2015  | 2016  | 2017  | 2018  | 2019  | 2020  |
| ↗3389 | ↗3411 | ↗3465 | ↘3459 | ↘3416 | ↗3482 | ↗3511 |